# وليام جيبور
وليام جيبور (بالإنجليزية: William Jebor)‏ هو لاعب كرة قدم ليبيري في مركز رأس الحربة، ولد في يوم 10 نوفمبر 1991 في بلدة مونروفيا في ليبيريا .

## روابط خارجية
- وليام جيبور على موقع قاعدة بيانات كرة القدم.إي يو (الإنجليزية)
- وليام جيبور على موقع ناشيونال فوتبول تيمز (الإنجليزية)
- وليام جيبور على موقع Soccerway.com (الإنجليزية)
- وليام جيبور على موقع AS.com (الإسبانية)